# Caney (Kansas)
Caney – miasto w Stanach Zjednoczonych, w stanie Kansas, w hrabstwie Montgomery.